# Pseuderanthemum weberbaueri
Pseuderanthemum weberbaueri är en akantusväxtart som beskrevs av Gottfried Wilhelm Johannes Mildbraed. Pseuderanthemum weberbaueri ingår i släktet Pseuderanthemum och familjen akantusväxter. Inga underarter finns listade i Catalogue of Life.